# Оријент (Њујорк)
Оријент (енгл. Orient) насељено је место без административног статуса у америчкој савезној држави Њујорк.

## Демографија
По попису из 2010. године број становника је 743, што је 34 (4,8%) становника више него 2000. године.
| Група             | 2000.       | 2010.       |
| Белци             | 687 (96,9%) | 704 (94,8%) |
| Афроамериканци    | 4 (0,6%)    | 8 (1,1%)    |
| Азијати           | 7 (1,0%)    | 6 (0,8%)    |
| Хиспаноамериканци | 7 (1,0%)    | 16 (2,2%)   |
| Укупно            | 709         | 743         |